# Buoni di lavoro

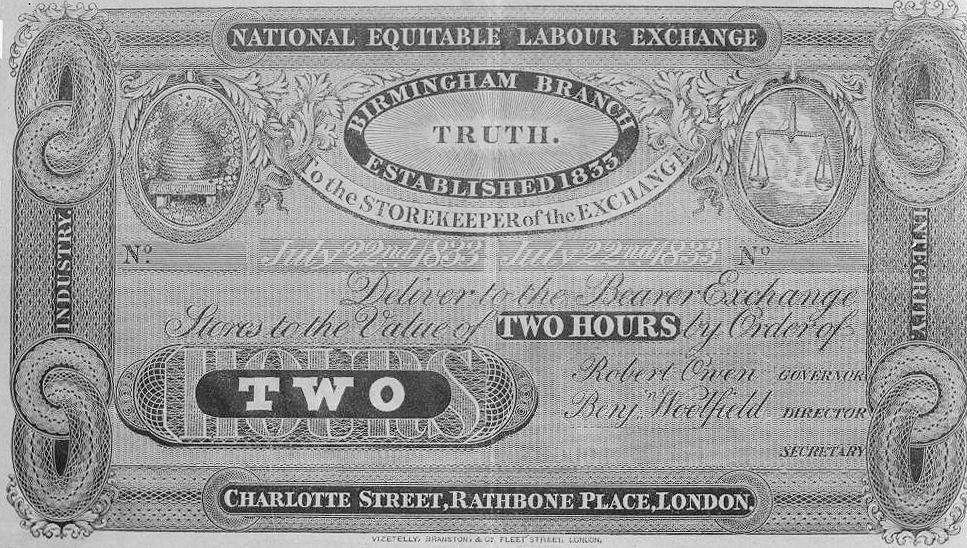
Un esempio di certificato del lavoro promosso da Robert Owen.

I buoni di lavoro (chiamati anche voucher di lavoro, note di lavoro, certificati di lavoro, assegni di lavoro o credito personale) sono una valuta alternativa usata in alcuni modelli economici socialisti. I buoni si dividono in due principali categorie: (a) buoni che riportano solo il tempo lavorativo; (b) buoni che riportano l'intensità del lavoro e il tempo lavorativo. In alcuni casi sono accompagnati da buoni addizionali per i beni e servizi di base.

## Descrizione
A differenza del denaro, i certificati del lavoro non possono circolare e non sono trasferibili tra le persone. Inoltre non sono scambiabili con alcun mezzo di produzione, quindi non sono trasmutabili in capitale. Una volta effettuato l'acquisto, i certificati vengono distrutti o devono essere riguadagnati attraverso la manodopera. Con un tale sistema in atto, il furto di denaro diventerebbe impossibile. Tale sistema viene proposto da molti in sostituzione del denaro tradizionale pur mantenendo un sistema di remunerazione per il lavoro svolto. 
È anche un modo per garantire che non ci sia modo di fare soldi con il denaro come in un'economia di mercato capitalista. 
Inoltre, l'unico tipo di mercato che potrebbe esistere in un'economia che opera attraverso l'uso di buoni di lavoro sarebbe un mercato artificiale per beni e servizi per lo più non produttivi. Come con la dissoluzione del denaro, i mercati dei capitali non potrebbero più esistere e anche i mercati del lavoro cesserebbero di esistere con l'abolizione del lavoro salariato che si verificherebbe necessariamente con l'adozione dei certificati.

## Storia
I certificati del lavoro vennero inventati da Josiah Warren e Robert Owen, i quali testarono i loro sistemi economici in delle comunità intenzionali da loro fondate negli Stati Uniti.

## Sistemi o ideologie che sostengono i certificati del lavoro
- Owenismo[4][5]
- Mutualismo
- Commercio equo[6]
- Anarchismo individualista
- Anarchismo collettivista
- DeLeonismo
- Participismo
- Democrazia Inclusiva[7]
- Marxismo[8] (nello stadio inferiore della società comunista[9])
- Neomarxismo[10]

La Democrazia Inclusiva è unica nel proporre due tipi di certificati. I certificati di base emessi a ciascun cittadino in base alle necessità sono utilizzati per beni e servizi essenziali come l'assistenza sanitaria mentre i certificati non di base assegnati a ciascun lavoratore per il lavoro conferito sono utilizzati per pagare beni e servizi commerciali non essenziali.